# Suceava
Suceava é uma cidade romena localizada na região moldava da Bucovina.
É capital do judeţ (distrito) de Suceava e possui uma população de 92.121 habitantes (Censos de 2011).
Com uma população de cerca de 92.000 habitantes, é um das povoções mais antigas da Roménia, sendo a capital do condado de Suceava desde 1388. Suceava localiza-se a 450 km da capital da Roménia Bucareste, próxima de uma autoestrada principal. 

## População
| 1912  | 1930  | 1948  | 1956  | 1966  | 1977  | 1992   | 2002   | 2011  |
| 11229 | 17028 | 10123 | 20949 | 37697 | 62869 | 114462 | 105865 | 92121 |

## História
O nome Suceava é de origem húngara e deriva de Szűcsvár ("Cidade dos tralhadores de pele").
Entre 1388 e 1565, a cidade de Suceava foi a capital do estado da Moldávia e a residência habitual dos seu príncipes. De entre estes, destaca-se Estêvão III, que governou a Moldávia entre 1457 e 1504. 
Entre 1775 e 1918 a cidade foi governada pela Casa de Habsburgo. Com o fim da 1ª Grande Guerra, foi integrada na Roménia.